# Плъхови острови
Плъховите острови (на английски: Rat Islands; на руски: Крысьи острова) са група острови от Алеутския архипелаг, разположени между Тихия океан на юг и Берингово море на север, съставна част на американския щат Аляска. Разположени са между групите острови Близки на запад и Андреяновски на изток, като протокът Амчитка ги отделя от последните. Състоят се от 7 по-големи (Амчитка – 309 km², Киска – 278 km², Седемсопочен – 222 km², Плъхов – 27 km², Булдир – 18 km², Сегула и Малък Ситкин) и 6 малки (Малка Киска, Хвостов, Пирамида, Давидов, Лопи и Танадак) острова. Общата площ на Плъховите острови е 933 km². Бреговете им са силно разчленени, високи и стръмни, а релефът– предимно планински с максимална височина 1221 m (на остров Седемсопочен). Има действащи вулкани. На остров Амчитка е създаден резерват за морски бобри. Островите са ненаселени. На 25 септември и на 28 октомври 1741 г. са открити съответно островите Амчитка и Киска от руския мореплавател Витус Беринг, а останалите острови са открити малко по-късно през 18-и век. До 1827 г. групата острови са безименни, когато видният руски мореплавател Фьодор Литке ги наименува Плъхови поради изобилието от прекомерно размножилите се плъхове, пренесени от първите откриватели.